# Б'ярт Ордінґ
Б'ярт Ордінґ (норв. Bjart Ording, 19 травня 1898 — 12 жовтня 1975) — норвезький вершник.
Срібний призер Олімпійських Ігор 1928 року в командному триборстві, учасник 1952 року.